# Калоокан
Калоокан (тагал. Caloocan) — велике (у складі агломерації Велика Маніла) місто Філіппін, економічний, політичний, культурний центр, фактично — один з районів Великої Маніли.
Згідно з переписом населення 2020 року, його населення становить 1 661 584 осіб, що робить його четвертим за чисельністю населення містом на Філіппінах.

## Географія

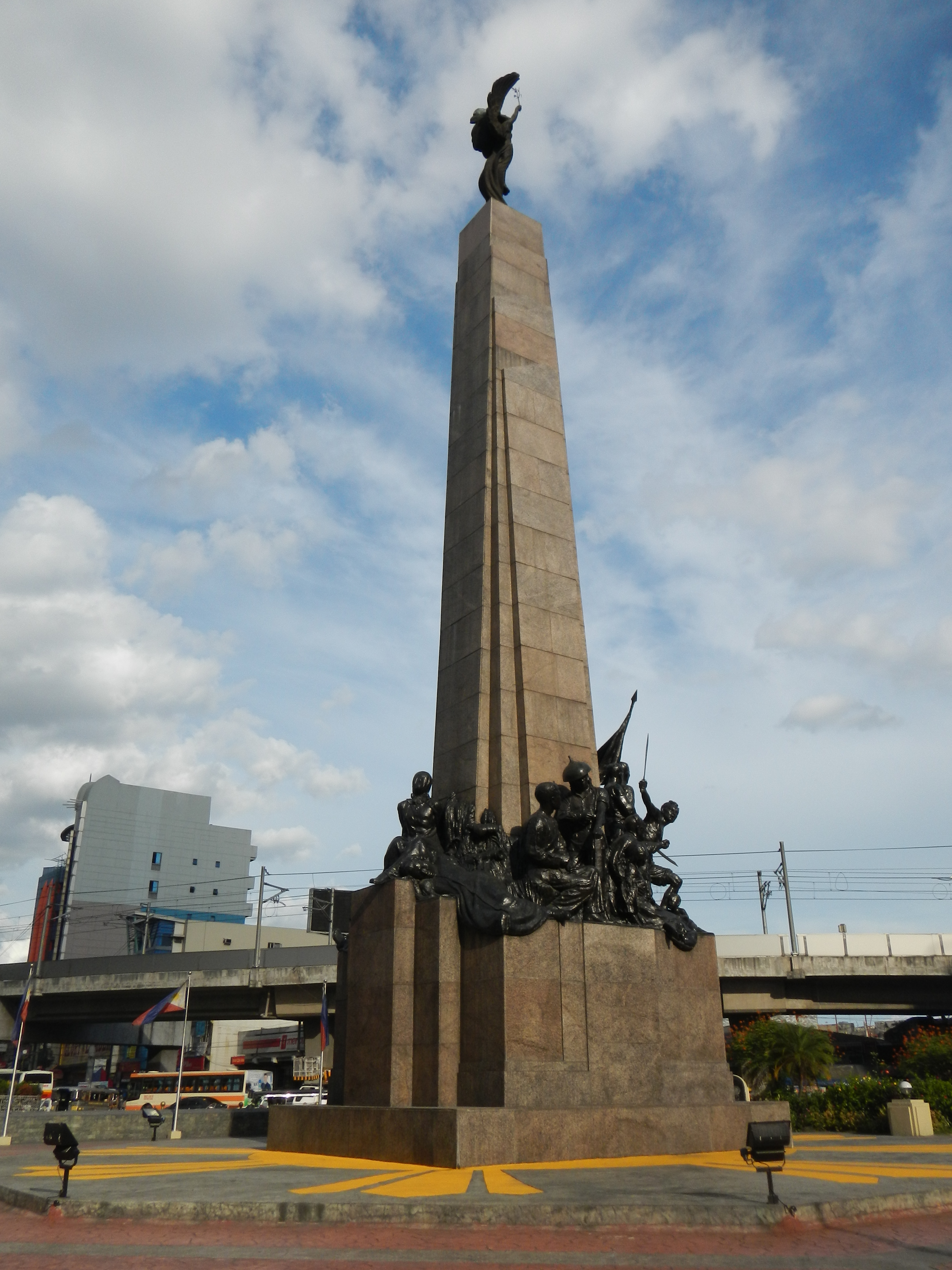
Пам'ятник Андресу Боніфасіо

Калоокан розділений на дві несуміжні зони загальною загальною площею 53,334 квадратних метрів (574,08 квадратних футів). Південний Калоокан площею 13,625 квадратних метрів (146,66 квадратних футів) межує на півдні з Манілою, на сході з Кесон-Сіті, а на північному-північному заході з Малабоном, Навотасом і Валенсуелою. Північний Калоокан площею 39,709 квадратних метрів (427,42 квадратних футів) ділиться на південному-південному сході з Кесон-Сіті, на південному заході з Валенсуелою, на півночі з Марілао, Мейкауаян і Сан-Хосе-дель-Монте в провінції Булакан, а на північному сході — Родрігес у провінції Рісаль. 

## Уряд

#### Місцевий уряд

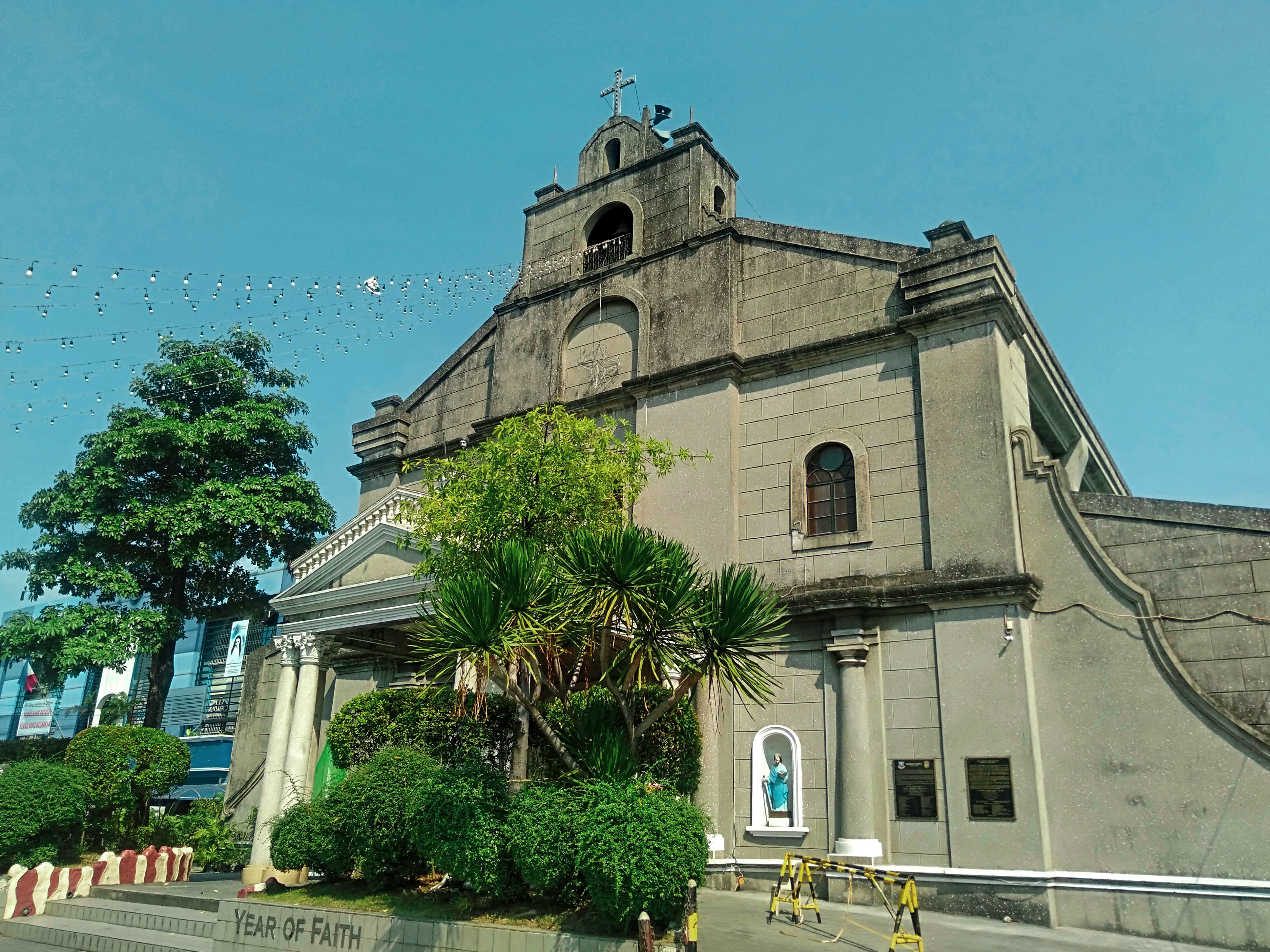
Калооканський собор

Калоокан, як і інші міста Філіппін, є органом місцевого самоврядування, повноваження та функції якого визначені Кодексом місцевого самоврядування Філіппін. Загалом, як місто, Калоокан очолює мер, який очолює виконавчу функцію міста, і віце-мер, який очолює законодавчу функцію міста, до складу якого входять дванадцять радників, по шість від двох районів міської ради міста. Для представництва місто має два райони, а отже, і двох представників у Палаті представників країни. 